# Ctenus musosanus
Ctenus musosanus là một loài nhện trong họ Ctenidae.
Loài này thuộc chi Ctenus. Ctenus musosanus được Pierre L. G. Benoit miêu tả năm 1979.